# Noureddine Melikechi
Noureddine Melikechi, né en 1958 à Thénia, dans l'actuelle wilaya de Boumerdès, en Algérie, est un physicien atomique travaillant à l'agence spatiale américaine NASA,.

## Biographie
Noureddine Melikechi naît en 1958 à Thénia, en Algérie. Il commence ses études à l'école primaire à Thénia, il rejoint en 1973 le lycée Abane Ramdane d'El-Harrach à Alger. Il y décroche un baccalauréat en mathématiques en 1976.
Il s'inscrit alors à l'université des Sciences et de la Technologie Houari Boumediene de Bab Ezzouar où il obtient un diplôme d'études supérieure (DES) en physique en 1980.
Grâce à une bourse du ministère algérien de l'Enseignement supérieur et de la Recherche scientifique, il part faire des études post-graduées à l'étranger.
Il est alors diplômé en 1987 d'un Ph.D. de physique en optique quantique à l'université du Sussex au Royaume-Uni après avoir obtenu auparavant en 1982 un master of science en physique.
En tant que chercheur postdoctoral, il poursuit alors ses travaux au North East London Polytechnic où il rejoint les laboratoires du docteur Leslie Allen, l'une des éminences mondiales en lasers. Il se spécialise en optique quantique,.
quantique,
Après une expérience en tant que postdoctoral research fellow à Londres, il rentre au pays en 1988 pour y effectuer son service national. Il passe deux mois à Djelfa avant d’être affecté à université des Sciences et de la Technologie Houari Boumediene de Bab Ezzouar en tant qu'enseignant-chercheur.
Entre-temps, il assure des cours de mathématiques pour les classes de terminale au lycée des frères Touzout à Thénia jusqu'en 1990, date à laquelle il quitte l’Algérie pour les États-Unis.
En tant que professeur en physique, il est le doyen du Collège de mathématiques, de sciences naturelles et de technologie, ainsi que le directeur fondateur du Centre des sciences optiques pour la recherche appliquée à Delaware State University,.
Noureddine Melikechi a mis au point une nouvelle technique d’analyse par le laser appelée Tag-LIBS permettant de dépister le cancer de l'ovaire,,.
En février 2023, le Kennedy College of Sciences at the University of Massachusetts Lowell, dont le professeur Melikechi est recteur, a annoncé que ce dernier a dépassé la barre symbolique de 10 000 citations de ses travaux dans diverses recherches scientifiques.

## Distinctions
En 2011, il est nommé « ambassadeur de Mars » par le gouverneur du Delaware,.
Il reçoit en 2012 le Delaware Bio Award.